# Chiesa della Santissima Trinità (Sassello)
La chiesa della Santissima Trinità è un luogo di culto cattolico situato nel comune di Sassello, in via Gianbattista Badano, in provincia di Savona. La chiesa è sede della parrocchia omonima della zona pastorale Savonese della diocesi di Acqui.
Dal 1987 è la parrocchiale dalla quale dipendono tutte le altre chiese del territorio comunale, frazioni comprese, eccetto la chiesa della Maddalena.

## Storia e descrizione

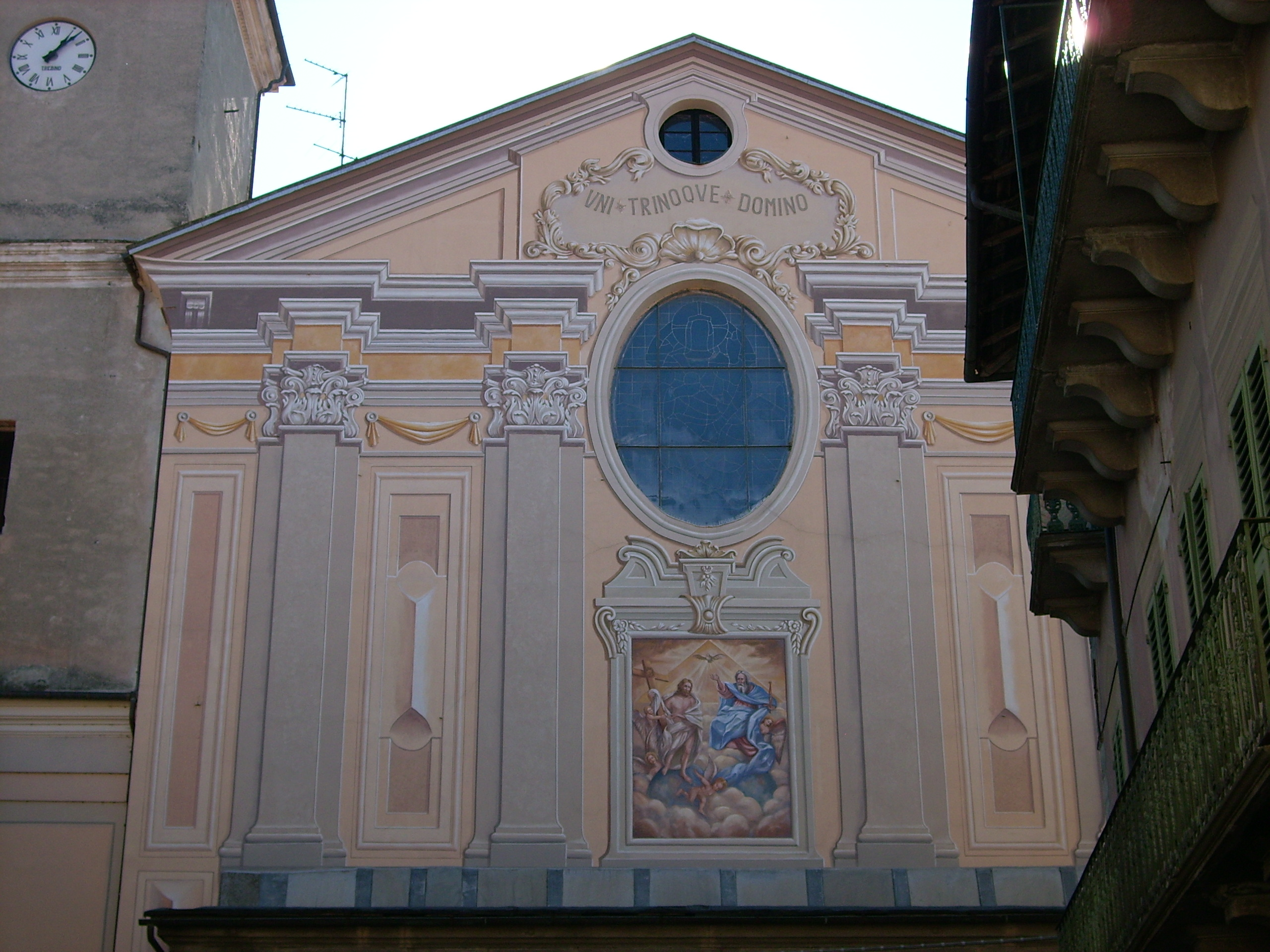
Particolare della facciata

Un primo edificio fu costruito intorno al 1660 e usato come oratorio. All'epoca era ancora parrocchia la chiesa di San Giovanni. In seguito l'oratorio fu sopraelevato per realizzare l'attuale chiesa consacrata nel 1725, al di sotto della quale sopravvive il primitivo ambiente trasformato in cinema e teatro.
La struttura è ad unica navata e lunga 39 m, larga 11,60 m e con un'altezza di 18,30 m. La facciata è decorata "alla sassellese", con pronao in colonne e trabeazione in pietra tufacea. L'interno in stile barocco, illuminato da vetrate policrome, è sontuoso. Imponente l'altare maggiore e il coro ligneo (1750), così come l'orchestra e l'organo che sovrastano l'ingresso centrale. Le pareti sono arricchite da marmi intarsiati e affreschi. In particolare da notare il catino affrescato da Paolo Gerolamo Brusco nel 1800 (Gesù tra gli apostoli); lo stesso, coadiuvato nella decorazione dell'altare maggiore da Gervasio Stambucchi, dipinse anche gli archi (Vocazione di Abramo) e altre tele del presbiterio tra il 1801 e il 1803.
La volta fu affrescata da Lazzaro De Maestri e Domenico Buscaglia (Trasfigurazione di Nostro Signore, l'Incoronazione della Vergine, Il peccato originale), mentre le sei cappelle (oltre a due più piccole) laterali presentano interventi dei maestri Bernardo o Francesco Schiaffino, Domenico Torrielli (Sposalizio della Vergine), Giuseppe Palmieri (Madonna del Carmine) e Domenico Canepa.

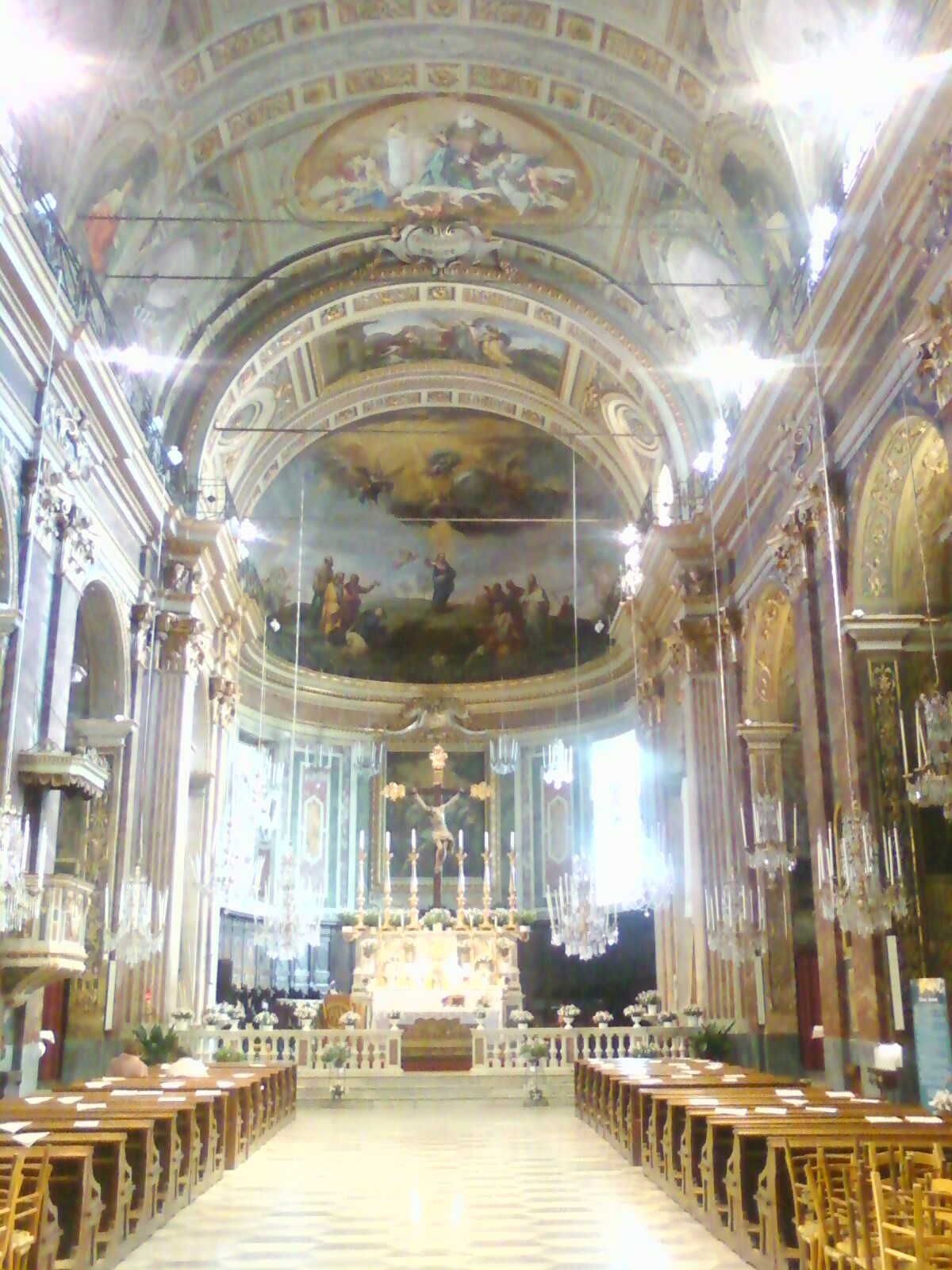
Il presbiterio

Tra i dipinti, per lo più di scuola pittorica genovese del Seicento e Settecento, una Pietà di Pasquale Navone e un gruppo ligneo della scuola di Anton Maria Maragliano.

## Altri edifici religiosi della parrocchia

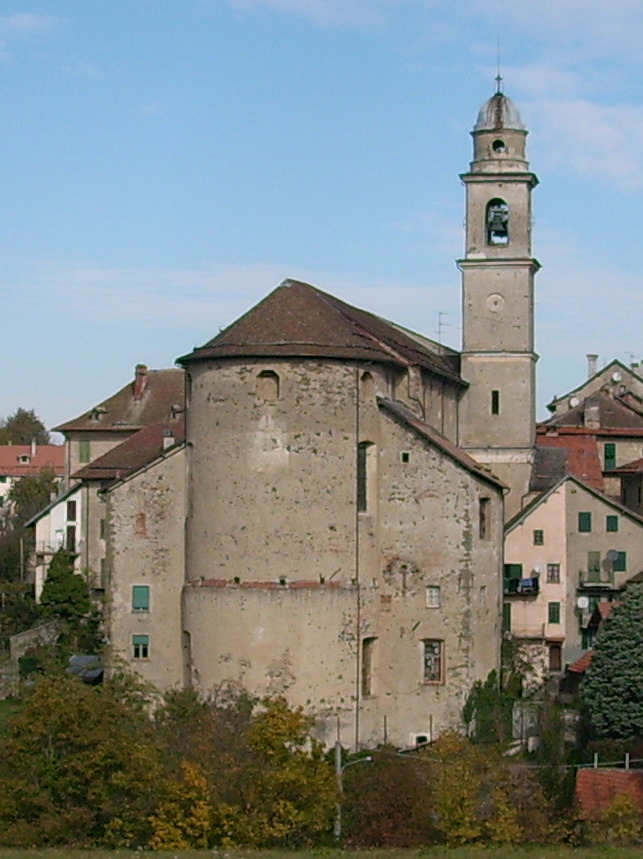
La zona absidale esterna e il campanile

Dal 1987 fu riorganizzato il territorio della parrocchia e da essa ora dipendono i seguenti edifici religiosi:
- Cappella di Sant'Anna;
- Cappella di Sant'Antonio;
- Cappella del Bambino Gesù di Praga
- Chiesa di San Bernardo;
- Oratorio dei Disciplinati;
- Chiesa di San Giovanni;
- Cappella dei "Girasoli";
- Cappella della Madonna del Foresto;
- Cappella della Madonna della Guardia o degli Aeroplani;
- Cappella della Madonna della Neve;
- Cappella di San Pietro;
- Cappella di Punta San Michele;
- Chiesetta di Nostra Signora delle Grazie
- Chiesa di San Rocco;
- Cappella di Santa Croce;
- Cappella di San Sebastiano;
- Basilica dell'Immacolata Concezione.